# Ibrahim Sulayman Muhammad Arbaysh
Ibrahim Sulayman Muhammad Arbaysh (Burayda, 7 luglio 1979 – Governatorato di Hadramawt, 12 aprile 2015) è stato un terrorista saudita, comandante anziano e ideologo del gruppo al-Qāʿida nella Penisola Arabica (AQAP).
Arrestato dalle forze statunitensi in Pakistan nel 2001 e detenuto nel Campo di prigionia di Guantánamo, fu rilasciato nel 2006 ma nel 2009 si affiliò ad AQAP nello Yemen, di cui divenne il principale ideologo e teologo di riferimento. Arbaysh fu ucciso il 12 aprile 2015 in un attacco di un drone statunitense in una località imprecisata del Governatorato di Hadramawt nello Yemen.